# Franz Eirenschmalz

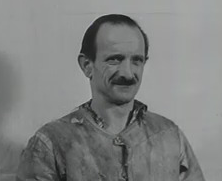
Franz Eirenschmalz nos Julgamentos de Nuremberg. Fotografia de janeiro de 1947.

Franz Eirenschmalz (Munique, 20 de outubro de 1901 – local e data de morte desconhecidos) foi um arquiteto alemão. Foi processado nos Julgamentos de Nuremberg e condenado como criminoso de guerra.

## Formação, carreira e atuação política
Após frequentar a escola primária a secundária em Munique Eirenschmalz obteve uma formação prática em engenharia civil na Höhere Technische Lehranstalt. Após a conclusão bem sucedida Eirenschmalz trabalhou desde o início de agosto de 1925 ao início de abril de 1928 como arquiteto em Bad Reichenhall . Em seguida trabalhou brevemente como um administrador de construções em Donauwörth, até que a partir do início de novembro de 1928 a outubro 1930 foi administrador durante a construção do hospital em Bad Reichenhall. Posteriormente ficou desempregado durante um ano.
Em 1920 entrou para a Sturmabteilung (SA) e em 1922 foi também membro do Freikorps Oberland. Em novembro de 1923 Eirenschmalz participou do Putsch da Cervejaria (em alemão:  Hitlerputsch). Em junho de 1931 Eirenschmalz entrou para a Schutzstaffel (SS n. 10.051) e em outubro de 1931 tornou-se membro do Partido Nacional Socialista dos Trabalhadores Alemães (NSDAP, n. 644 902).

## Atividades na SS
A partir de fevereiro de 1932 Eirenschmalz foi funcionário em tempo integral na SS e foi desde o início de outubro de 1932 desenhista técnico do Reichsführer-SS Heinrich Himmler. A partir de julho de 1933 Eirenschmalz passou um ano trabalhando no NSDAP na gestão da construção, onde foi administrador de construções do Führer (construiu entre outros a SS-Junkerschule Bad Tölz). A partir do início de julho de 1934 chefiou o Departamento de Engenharia Civil do escritório de administração da SS e foi no início de abril de 1936 Chefe do Departamento V 5 - Construções, até que Oswald Pohl assumiu este cargo no início de abril de 1937. Em seguida Eirenschmaz foi para a SS-Verfügungstruppe (força de suporte no combate, abreviação SS-VT), dirigindo depois o Departamento de Orçamento e Construção. Neste cargo Eirenschmalz trabalhou novamente como administrador de construções (por exemplo na caserna SS de Lagenfurt). Após a guerra o ex-chefe do departamento de inspeção do Aktion T4 Gustav Kaufmann informou que Eirenschmalz foi também administrador de construção da Central de Morte NS de Brandenburg (em alemão:  NS-Tötungsanstalt Brandenburg). Do início de fevereiro de 1942 até o início de maio de 1945 Eirenschmalz dirigiu no recém criado Departamento Central de Economia e Administração ("Wirtschafts- und Verwaltungshauptamt" - WVHA) o Instituto C VI. No final de fevereiro de 1943 Eirenschmalz foi temporariamente representante de Hans Kammler.

## Pós-guerra

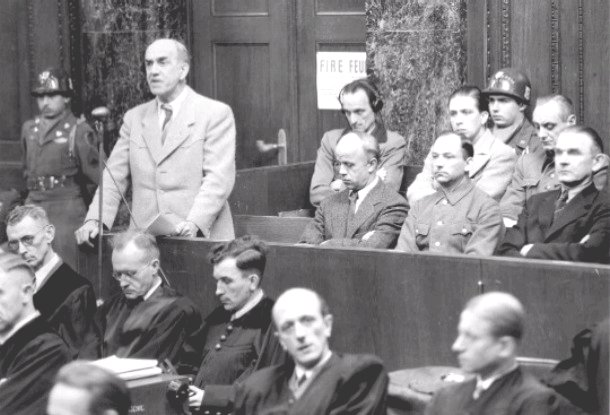
Palavras finais dos réus em 22 de setembro de 1947, no microfone Oswald Pohl. Franz Eirenschmalz está na última fila na esquerda.

Após sua prisão Eirenschmalz foi réu no Processo Pohl juntamente com 17 outras pessoas a partir de 13 de janeiro de 1947. Eirenschmalz foi acusado principalmente por sua responsabilidade na construção e operação de câmaras de gás entre outros no campo de concentração de Auschwitz. Perante os juízes suas declarações foram escapatórias sobre sua participação na construção de campos de concentração. Eirenschmalz foi condenado por crime de guerra, crime contra a humanidade e por ser membro de organização criminosa. Eirenschmalz foi condenado à pena de morte em 3 de novembro de 1947. A sentença foi mais tarde convertida em prisão por nove anos. Após cumprir uma parte desta última pena foi libertado da prisão de Landsberg em maio de 1951. Eirenschmalz trabalhou depois em Bayrischzell como engenheiro civil. Em 1964 prestou depoimento em 10 de abril de 1964 durante os Processos de Auschwitz perante o Landgericht Frankfurt am Main: "As câmaras de gás e os crematórios de Auschwitz eu vi durante minha visita lá feita. Eu não sei como a testemunha Siebenlist chega a afirmar que eu presenciei mortes na câmara de gás".